# Bossa d'insaculació

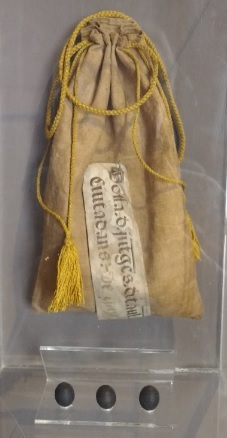
Bossa d'insaculació.

La bossa d'insaculació és un saquet de cuir on es posava el nom de les persones que podien ser escollides per certs càrrecs d'extracció en corporacions públiques catalanes. Aquesta bossa va ser utilitzada des del segle xv fins al segle xvii. Una d'aquestes bosses d'insaculació està conservada i es pot veure al Museu d'Història de Girona.